# Psychotria avilensis
Psychotria avilensis är en måreväxtart som beskrevs av Julian Alfred Steyermark. Psychotria avilensis ingår i släktet Psychotria och familjen måreväxter. Inga underarter finns listade i Catalogue of Life.